# برونو دي أوليفيرا
برونو دي أوليفيرا (بالبرتغالية: Bruno de Oliveira‏) هو لاعب كرة قدم برازيلي، ولد في 6 أكتوبر 1990 في ريسيفي في البرازيل. لعب مع أتليتيكو بروغريسو ‏.